# スキャンダルの夜 寝取られミナミ
『スキャンダルの夜 寝取られミナミ』（スキャンダルのよる ねとられミナミ）は、戸巻のぞみ、小泉京介共同監督の日本映画。2025年7月4日劇場公開。

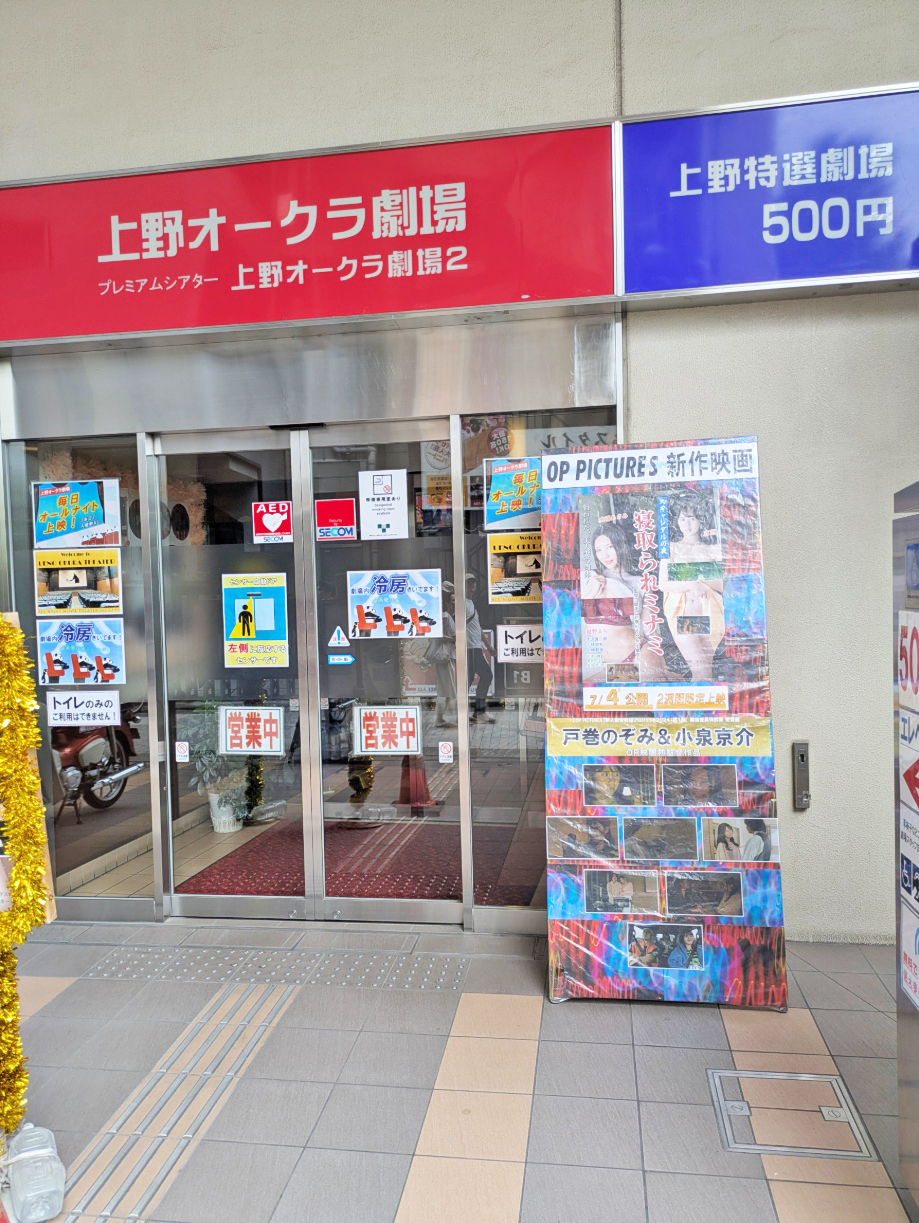
劇場公開時の上野オークラ劇場（2025年7月撮影。作品告知する看板が設置されている）

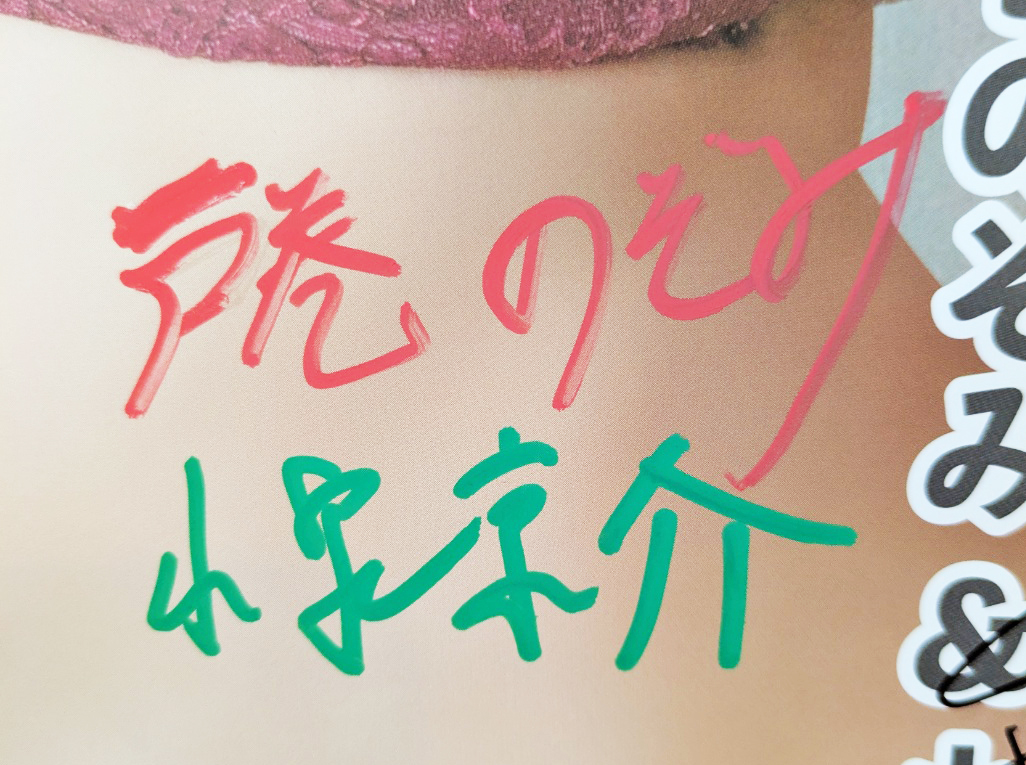
ポスターに記述された監督2名のサイン

## 概要
OP PICTURES新人監督発掘プロジェクト2024(第1期)審査員特別賞受賞作品。
学生残酷映画祭2023グランプリ作品『キルマゲドン』などの作品を制作した戸巻のぞみ、小泉京介による初の商業映画作品。
ゴア描写を得意とする両者であるが、あえて封印し、ショートフィルムのテーマとして根底にあったものの描き切れなかった「家族」をテーマに制作したという。2024年のインタビューでは『LOUD』『キルマゲドン』と合わせて妊娠三部作の締めの作品と回答している。戸巻のぞみ、小泉京介の役割分担は特に決めておらず、二人三脚状態で脚本・監督を担った。クレジットの並びもは本作では戸巻が先となっているが、これにも特別な意味はなく、女性が主人公なので戸巻を先にしたとのこと。
水端あさみは映画初出演、初主演となった。

## あらすじ
ミナミは夫であるミツルの浮気を疑っている。家に何度も無言電話が掛かってきているからだ。無言電話をかけていたのはユキミであった。ユキミは行きつけのバー「BAR POLE STAR」で友人のユカ、その彼氏のカツヤに相談をすると、ミツルの家に乗り込み懲らしめてやろうと話が盛り上がり、目出し帽姿で家に押し入る計画を実行する。

## 登場人物
ミナミ
演 - 水端あさみ
夫ミツルの不倫を疑う専業主婦。そのことを夫には隠している。結婚前の病により妊娠できない体となっている。
ユキミ
演 - 五芭
ミツルの不倫相手。ミツルが結婚しているとは知らずに交際をスタート。傷つけられた分の慰謝料を貰いに目出し帽をかぶりミツル宅に向かう。
ユカ
演 - 幾野まち
ユキミの友人。傷心のミナミを思いミツル宅に押し入ることを計画、提案。物色するうちに指輪を見つける。
ミツル
演 - 大沢真一郎
不貞する男。故郷の空の唄が好きな51歳。苗字は下杉。不倫相手であるユキミに妻帯者だと悟られたことで別れを切り出す。
カツヤ
演 - 小林敏和
ユカの彼氏。チャラいが一途な性格。針金での鍵開けを習得している。
孝太郎
演 - 小林節彦
タクシー運転手。本名は松平孝太郎。童謡タクシーのペンネームでラジオ番組に投稿もしている。
- 松本D輔
- 夏井世以子
- 安田悠

## スタッフ
- 監督・脚本：戸巻のぞみ、小泉京介
- 撮影・照明：田宮健彦
- 録音：安藤歴重
- 助監督：小泉剛
- 監督助手：髙橋昂大、木村拓海
- 撮影助手：北村富之
- 録音助手：若杉佳彦
- VFX：Dario Caamaño
- 音楽：Itsuro1×2_6
- スチル：本田あきら
- 制作協力：田名網龍、藤澤のど花、本澤 歩、村雨 朔、死の原惨太郎
- 応援：花田茉央、嶋村宗人
- ロケ地協力：BAR POLESTAR、スナック道草、木村家
- スペシャルサンクス：イヨシコーラ、BUMS TOKYO、石川 光、本田よし子
- 挿入歌、エンディングテーマ：「故郷の空」（作曲：スコットランド民謡、作詞：大和田建樹、編曲：奥好義）
- 仕上げ：東映ラボ・テック
- 制作：デスコ・フィルム
- 提供：オーピー映画